# تشيتاتسين
تشيتاتسين هي بلدية تقع في إقليم أرجيش في رومانيا.

## السكان
حسب إحصائيات 2002 بلغ عدد سكان القرية 3,073 نسمة.